# Zvečan (samhälle)
Zvečan (makedonska: Звечан) är ett samhälle i Nordmakedonien. Det ligger i den centrala delen av landet, 40 kilometer sydväst om huvudstaden Skopje. Zvečan ligger 1 052 meter över havet och antalet invånare är 203.